# Fröken Frimans krig
Fröken Frimans krig är en svensk dramaserie i tolv avsnitt som hade premiär under julhelgen 2013 på SVT. Sissela Kyle spelar den liberala kvinnorättskämpen Dagmar Friman, en fiktiv version av Anna Whitlock som 1905 grundade konsumentföreningen Svenska hem. Kring julen 2015 sändes den andra säsongen av serien, tredje säsongen sändes julen 2016. En fjärde och sista säsong sändes under julen 2017.

## Handling
Dagmar Friman bestämmer sig i protest mot manssamhället och matfusket för att starta ett livsmedelskooperativ i regi av enbart kvinnor. De manliga specerihandlarna i staden, i synnerhet Frithiof Johannesson, känner sig hotade och försöker stoppa företaget.

## Rollista i urval
- Sissela Kyle – Dagmar Friman
- Sofia Ledarp – Kinna Boman
- Frida Hallgren – Lottie Friman
- Maria Kulle – Emmy Sjunnesson
- Lena T. Hansson – Alma Schlyter
- Emelie Wallberg – Tora Nilsson
- Kristoffer Berglund – Jon Oskarsson
- Felicia Löwerdahl – Britta Knutas
- Gustaf Hammarsten – Axel Friman
- Ulla Skoog – Rut Johannesson
- Allan Svensson – Frithiof Johannesson
- Johan Hedenberg – Gösta Wikland
- Emil Almén – Egon Andersson
- Suzanne Ernrup – fru Zander
- Sannamari Patjas – Fru Ridström
- Rolf Lassgård – Ruben Lehmann
- Edvin Ryding – Gunnar
- Ellen Jelinek – Tomasine Karle
- Suzanne Reuter – Ebba von Rettig
- Ann-Charlotte Franzén – barnavårdskvinnan
- Henrik Norlén – Anders Lithner
- Sofia Rönnegård – jungfru Karin
- Douglas Johansson – Hennings läkare
- Per Svensson – Mauritz Collin
- Anders Johannisson – fastighetsskötare
- Johannes Wanselow – Nordlund
- Claes Hartelius – Tore Berger
- Peter Carlberg – veterinär
- Tobias Aspelin – förrättare
- Erik Johansson – DN-redaktör
- Michael Petersson – herr Nettelman
- Richard Ohlsson – springpojken Kalle
- Vanessa Crispin – Fabriksarbetare
- Jacob Ericksson – rektor
- Lennart Jähkel – Alf Persson
- Magnus Krepper – Ernst Recke
- Pia Johansson – Louise Dufva
- Magdalena In de Betou – Dr. Nea Olsson
- Electra Hallman – Margit Larsson
- Ia Langhammer – Fru Blanck
- Johannes Brost – Sievert Lindberg
- My Holmsten – Ada
- Johan H:son Kjellgren – riksdagens talman
- Petter Carlsson – musiker

## Produktion
Serien är skriven av Pernilla Oljelund och bygger till viss del på boken Svenska Hem – en passionerad affär (2005) av Monika Björk och Eva Kaijser. Boken trycktes i nyutgåva 2013 med titeln Svenska Hem – Den sanna historien om Fröken Frimans krig (Latona Ord & Ton).
Fröken Frimans krig regisserades av Mikael Hellström och producerades av Maria Nordenberg. Serien filmades huvudsakligen av Jan Jonaeus, med extrafoto av Stefan Kullänger. Den klipptes av Patrick Austen med förklippning av Gustaf Öström. Musiken komponerades av Niclas Frisk.
Serien har sålts till Iran, Mexiko och Slovenien.

## Avsnitt

### Säsong 1

#### Avsnitt 1
Sändes första gången 27 december 2013 på SVT1. ”Under det tidiga 1900-talet återvänder Dagmar Friman till Stockholm från Storbritannien och får reda på att maten som säljs i affärerna gör folk sjuka.”

#### Avsnitt 2
Sändes första gången 30 december 2013 på SVT1. ”Dagmar och hennes vänner tänker öppna en kooperativ livsmedelsbutik, men de etablerade försäljarna försöker stoppa dem.”

#### Avsnitt 3
Sändes första gången 1 januari 2014 på SVT1. ”Den kooperativa livsmedelsbutiken öppnar snart men de etablerade detaljhandlarna har organiserat en bojkott som gör det svårt att köpa varor.”

### Säsong 2

#### Avsnitt 1
Sändes första gången 25 december 2015. ”Kvinnorna i den kooperativa livsmedelsbutiken börjar en kampanj för kvinnors val.”

#### Avsnitt 2
Sändes första gången 27 december 2015. ”Lottie Friman har hemliga möten med Doktor Recke. Fritjof Johannesson har valts till parlamentet. Kinna och Tomasinas romantik upptäcks av deras hyresvärdinna.”

#### Avsnitt 3
Sändes första gången 29 december 2015. ”MP Johannesson får sina män att råna mataffären. Lotties äktenskap är nästan över. Tora är gravid med sitt första barn.”

### Säsong 3

#### Avsnitt 1
Sändes första gången 25 december 2016. ”Systern till Lottie Frimans piga tvingas in i prostitution av en parlamentsmedlem.”

#### Avsnitt 2
Sändes första gången 28 december 2016. ”Dagmar Friman och de andra beslutar att ha ett offentligt möte för att namnge och skämma ut parlamentsledamoten Wikland för att ha betalat för sexuella fördelar.”

#### Avsnitt 3
Sändes första gången 30 december 2016. ”Fröken Britta står inför tre månaders fängelse för att inte ha rapporterat sig själv som prostituerad.”

### Säsong 4

#### Avsnitt 1
Sändes första gången 25 december 2017. ”Året är 1908 och förändringens vindar blåser över både samhället och Dagmar Frimans lilla grupp. Arbetarrörelsens framväxt skakar såväl Svenska Hem som konkurrenten Frithiof Johannesson.”

#### Avsnitt 2
Sändes första gången 27 december 2017. ”Dagmar får en idé om hur Svenska Hem kan hjälpa kvinnor som påverkas av strejken, men döljer planerna för Axel. Han vet inte heller att Lottie och Ernst Recke kommer att mötas igen. Emmys rädsla för Almas rika friare frestar på deras vänskap.”

#### Avsnitt 3
Sändes första gången 29 december 2017. ”Svenska Hem tappar kunder efter rykten om difteri i butiken. Samtidigt har fru Blanck och Frithiof Johannesson strejkbrytare på väg in i fabriken.”